# Puchar Europy Mistrzyń Krajowych siatkarek (1991/1992)
Puchar Europy Mistrzyń Krajowych 1992 – 32. sezon Pucharu Europy Mistrzyń Krajowych rozgrywanego od 1960 roku, organizowanego przez Europejską Konfederację Piłki Siatkowej (CEV) w ramach europejskich pucharów dla żeńskich klubowych zespołów siatkarskich „starego kontynentu”.

## Drużyny uczestniczące
- BTV Luzerna
- Post Teleges Wiedeń
- Hapoel Bat Jam
- Slávia Bratysława
- Racing Paris
- Vasama Vaasan
- Español Barcelona
- Gym Bonnevoie
- Koll Volley Oslo
- BKS Stal Bielsko-Biała
- Mizuno Britannia London
- Antonius Herentals
- Eger SE
- Panathinaikos Ateny
- CJD Berlin
- Emlakbank Ankara
- CJD Feuerbach
- AOK Mladost Zagrzeb
- CSKA Sofia
- / Urałoczka Swierdłowsk
- Sneek Avero
- Olimpia Teodora Rawenna
- Universitatea Krajowa

## Rozgrywki

### Runda wstępna
| Data       | Drużyna 1          | Wynik | Drużyna 2               | Sety                             |
| ---------- | ------------------ | ----- | ----------------------- | -------------------------------- |
| 02.11.1991 | BTV Luzerna        | 3:1   | Post Teleges Wiedeń     | 15:10, 11:15, 15:11, 15:5        |
| 09.11.1991 | BTV Luzerna        | 0:3   | Post Teleges Wiedeń     | 8:15, 13:15, 14:16               |
|            |                    |       |                         |                                  |
| 02.11.1991 | Hapoel Bat Jam     | 0:3   | Slávia Bratysława       | 6:15, 8:15, 13:15                |
| 09.11.1991 | Hapoel Bat Jam     | 0:3   | Slávia Bratysława       | 9:15, 5:15, 3:15                 |
|            |                    |       |                         |                                  |
| 03.11.1991 | Racing Paris       | 3:0   | Vasama Vaasan           | 15:12, 15:12, 15:3               |
| 10.11.1991 | Racing Paris       | 2:3   | Vasama Vaasan           | 4:15, 9:15, 15:11, 15:8, 7:15    |
|            |                    |       |                         |                                  |
| 02.11.1991 | Español Barcelona  | 3:0   | Gym Bonnevoie           | 15:4, 15:3, 15:5                 |
| 03.11.1991 | Español Barcelona  | 3:0   | Gym Bonnevoie           | 15:3, 15:7, 15:6                 |
|            |                    |       |                         |                                  |
| 02.11.1991 | Koll Volley Oslo   | 0:3   | Stal Bielsko-Biała      | 10:15, 3:15, 8:15                |
| 09.11.1991 | Koll Volley Oslo   | 0:3   | Stal Bielsko-Biała      | 3:15, 12:15, 2:15                |
|            |                    |       |                         |                                  |
| 02.11.1991 | Antonius Herentals | 3:0   | Mizuno Britannia London | 15:8, 15:7, 15:2                 |
| 09.11.1991 | Antonius Herentals | 3:1   | Mizuno Britannia London | 16:17, 15:7, 15:5, 15:10         |
|            |                    |       |                         |                                  |
| 02.11.1991 | Eger SE            | 2:3   | Panathinaikos Ateny     | 15:11, 15:13, 10:15, 11:15, 7:15 |
| 09.11.1991 | Eger SE            | 0:3   | Panathinaikos Ateny     | 13:15, 13:15, 7:15               |
|            |                    |       |                         |                                  |
| 02.11.1991 | CJD Berlin         | 3:1   | Emlak Bankasi Ankara    | 15:3, 15:12, 9:15, 15:12         |
| 09.11.1991 | CJD Berlin         | 1:3   | Emlak Bankasi Ankara    | 6:15, 7:15, 15:7, 4:15           |

### Runda 1/8
| Data       | Drużyna 1               | Wynik | Drużyna 2             | Sety                            |
| ---------- | ----------------------- | ----- | --------------------- | ------------------------------- |
| 07.12.1991 | Olimpia Teodora Rawenna | 3:0   | CSKA Sofia            | 15:3, 15:10, 15:1               |
| 14.12.1991 | Olimpia Teodora Rawenna | 3:0   | CSKA Sofia            | 15:4, 15:4, 15:9                |
|            |                         |       |                       |                                 |
| 07.12.1991 | Post Teleges Wiedeń     | 3:0   | Slávia Bratysława     | 15:13, 15:8, 15:2               |
| 14.12.1991 | Post Teleges Wiedeń     | 1:3   | Slávia Bratysława     | 13:15, 15:4, 9:15, 8:15         |
|            |                         |       |                       |                                 |
| 07.12.1991 | Stal Bielsko-Biała      | 0:3   | AOK Mladost Zagrzeb   | 6:15, 4:15, 5:15                |
| 14.12.1991 | Stal Bielsko-Biała      | 0:3   | AOK Mladost Zagrzeb   | 8:15, 2:15, 11:15               |
|            |                         |       |                       |                                 |
| 06.12.1991 | Racing Paris            | 3:1   | Español Barcelona     | 17:15, 13:15, 15:2, 15:2        |
| 15.12.1991 | Racing Paris            | 3:2   | Español Barcelona     | 15:11, 14:16, 10:15, 15:5, 15:8 |
|            |                         |       |                       |                                 |
| 07.12.1991 | Antonius Herentals      | 0:3   | Urałoczka Swierdłowsk | 10:15, 7:15, 13:15              |
| 14.12.1991 | Antonius Herentals      | 1:3   | Urałoczka Swierdłowsk | 15:11, 14:16, 5:15, 3:15        |
|            |                         |       |                       |                                 |
| 07.12.1991 | Panathinaikos Ateny     | 3:2   | Emlak Bankasi Ankara  | 11:15, 15:6, 16:14, 8:15, 15:11 |
| 14.12.1991 | Panathinaikos Ateny     | 0:3   | Emlak Bankasi Ankara  | 2:15, 11:15, 7:15               |
|            |                         |       |                       |                                 |
| 07.12.1991 | Dinamo Tirana           | 0:3   | CJD Feuerbach         | 8:15, 7:15, 6:15                |
| 14.12.1991 | Dinamo Tirana           | 0:3   | CJD Feuerbach         | 5:15, 12:15, 6:15               |
|            |                         |       |                       |                                 |
| 07.12.1991 | Avero Sneek             | 3:0   | Universitatea Krajowa | 15:9, 15:7, 15:9                |
| 14.12.1991 | Avero Sneek             | 1:3   | Universitatea Krajowa | 17:16, 11:15, 8:15, 8:15        |

### Ćwierćfinał
| Data       | Drużyna 1               | Wynik | Drużyna 2             | Sety                            |
| ---------- | ----------------------- | ----- | --------------------- | ------------------------------- |
| 15.01.1992 | Olimpia Teodora Rawenna | 3:0   | Post Teleges Wiedeń   | 15:6, 15:8, 15:5                |
| 22.01.1992 | Olimpia Teodora Rawenna | 2:3   | Post Teleges Wiedeń   | 15:12, 7:15, 10:15, 16:14, 9:15 |
|            |                         |       |                       |                                 |
| 15.01.1992 | Racing Paris            | 1:3   | AOK Mladost Zagrzeb   | 5:15, 15:13, 2:15, 7:15         |
| 22.01.1992 | Racing Paris            | 1:3   | AOK Mladost Zagrzeb   | 4:15, 4:15, 15:11, 10:15        |
|            |                         |       |                       |                                 |
| 15.01.1992 | Emlak Bankasi Ankara    | 0:3   | Urałoczka Swierdłowsk | 7:15, 3:15, 0:15                |
| 22.01.1992 | Emlak Bankasi Ankara    | 1:3   | Urałoczka Swierdłowsk | 12:15, 15:13, 11:15, 4:15       |
|            |                         |       |                       |                                 |
| 15.01.1992 | Avero Sbeek             | 1:3   | CJD Feuerbach         | 11:15, 8:15, 15:4, 6:15         |
| 22.01.1992 | Avero Sbeek             | 1:3   | CJD Feuerbach         | 12:15, 1:15, 15:13, 13:15       |

### Turniej finałowy
Rawenna

#### Mecze o rozstawienie
| Data       | Drużyna 1               | Wynik | Drużyna 2             | Sety             |
| ---------- | ----------------------- | ----- | --------------------- | ---------------- |
| 21.02.1992 | Olimpia Teodora Rawenna | 3:0   | Urałoczka Swierdłowsk | 15:8, 15:8, 15:7 |
| 21.02.1992 | AOK Mladost Zagrzeb     | 3:0   | CDJ Feuerbach         | 15:9, 15:3, 15:9 |

#### Półfinały
| Data       | Drużyna 1               | Wynik | Drużyna 2             | Sety              |
| ---------- | ----------------------- | ----- | --------------------- | ----------------- |
| 22.02.1992 | Olimpia Teodora Rawenna | 3:0   | CDJ Feuerbach         | 15:10, 15:4, 15:6 |
| 22.02.1992 | AOK Mladost Zagrzeb     | 3:0   | Urałoczka Swierdłowsk | 15:6, 15:8, 16:14 |

#### Mecz o 3. miejsce
| Data       | Drużyna 1             | Wynik | Drużyna 2     | Sety                    |
| ---------- | --------------------- | ----- | ------------- | ----------------------- |
| 23.02.1992 | Urałoczka Swierdłowsk | 3:1   | CDJ Feuerbach | 15:7, 15:6, 14:16, 15:2 |

#### Finał
| Data       | Drużyna 1               | Wynik | Drużyna 2           | Sety                             |
| ---------- | ----------------------- | ----- | ------------------- | -------------------------------- |
| 23.02.1992 | Olimpia Teodora Rawenna | 3:2   | AOK Mladost Zagrzeb | 15:11, 10:15, 15:12, 6:15, 15:10 |

## Klasyfikacja końcowa
| Miejsce | Drużyna                 |
| ------- | ----------------------- |
| złoto   | Olimpia Teodora Rawenna |
| srebro  | AOK Mladost Zagrzeb     |
| brąz    | / Urałoczka Swierdłowsk |
| 4.      | CDJ Feuerbach           |